# Open lijn
De term open lijn binnen het schaken is een lijn op een schaakbord waar geen pionnen op staan. Het in bezit hebben van een open lijn is een belangrijk strategisch voordeel.
Een speler zal proberen de lijn in bezit te nemen met een sterk stuk, bij voorkeur de toren of anders de dame. Het snijpunt van een open lijn en de zevende rij is voor de speler met wit het sterkste veld en voor de zwartspeler het gevaarlijkste veld van het bord. Andersom is het snijpunt van een open lijn met de tweede regel voor zwart het sterkste veld en voor wit het zwakste.
Op een open lijn kunnen torens ook verdubbeld worden. Op deze manier nemen ze de lijn nog krachtiger in bezit. Staat er echter een toren van een andere kleur op de lijn, dan proberen beide spelers de open lijn in bezit te nemen. De torens afruilen is vaak een slechte optie, omdat een tweede toren van de tegenstander dan vaak op de open lijn komt.
Veelal wordt getracht twee torens op de zevende rij (voor zwart de tweede) te krijgen. Dat kan de tegenstander grote problemen opleveren.
In het diagram is de f-lijn open, de witspeler heeft die met de toren onder controle en f7 is voor wit het sterkste en voor zwart het zwakste veld.